# Краснов, Никита Владимирович
Ники́та Владими́рович Красно́в (бел. Мікіта Уладзіміравіч Красноў; род. 9 июля 2004, Могилёв) — белорусский футболист, полузащитник клуба «Легион».

## Карьера

### «Днепр-Могилёв»

#### Начало карьеры
Воспитанник футбольной академии могилёвского «Днепра». В 2019 году футболист в составе могилёвского клуба в юношеском первенстве в возрастной категории до 19 лет. В феврале 2020 года футболист подписал с свой первый профессиональный контракт с новосозданным могилёвским «Днепром», который заявился во Вторую лигу. По итогу дебютного сезона футболист вместе с клубом стал победителем чемпионата, получив прямое повышение в Первую лигу. В следующем сезоне 2021 года футболист был отправлен в фарм-клуб «Днепр-Юни», вместе с которым также выступал во Второй лиге. По итогу сезона футболист с 14 голами в своём активе стал лучшим бомбардиром клуба. По окончании сезона футболист вернулся в распоряжение основной команды.

#### Сезон 2022
В начале 2022 года футболист стал готовиться к новому сезону с основной командой могилёвского клуба, который получил право на участие в Высшей лиге. Дебютный матч в чемпионате футболист сыграл 15 мая 2022 года против «Слуцка», выйдя на замену на 78 минуте. Первым забитым голом в сезоне футболист отличился 23 июня 2022 года в матче Кубка Беларуси против витебского «Газовика». В июле 2022 года продлил футболист контракт с могилёвским клубом до 2025 года. Первым голом в чемпионате футболист отличился 30 сентября 2022 года в матче против «Слуцка». На протяжении сезона футболист выступал за клуб в роли игрока замены, отличившись 2 забитыми голами и 2 результативными передачами во всех турнирах. По итогу сезона футболист вместе с клубом завершил чемпионат на итоговом последнем месте, вылетев в Первую лигу.

#### Сезон 2023
Новый сезон футболист начал с матча 2 апреля 2023 года против «Орши», выйдя на поле в стартовом составе. Первым в сезоне забитым голом футболист отличился 21 мая 2023 года в матче против «Лиды». В матче 16 июля 2023 года против петриковского «Шахтёра» футболист отличился забитым дублем, также записав на свой счёт результативную передачу. В сентябре 2023 года футболист на несколько дней отправился на стажировку в российский клуб «Крылья Советов», где присоединился к молодёжному составу. На протяжении сезона футболист был в могилёвском клубе в роли одного из ключевых игроков, отличившись 7 забитыми голами и 7 результативными передачами вов сех турнирах. По итогу сезона футболист вместе с клубом стал серебряным призёром Первой лиги, получив прямое повышение в Высшую лигу.

#### Сезон 2024
Новый сезон футболист начал 15 марта 2024 года с матча против мозырской «Славии», выйдя на поле в стартовом составе.

## Международная карьера
В сентябре 2022 года футболист был вызван в молодёжную сборную Беларуси. Однако за сборную футболист так и не дебютировал. В ноябре 2022 года получил вызов в юношескую сборную Беларуси до 19 лет. Дебютировал за сборную 17 ноября 2022 года в матче против России. В ноябре 2023 года футболист снова получил вызов в молодёжную сборную Беларуси на учебно-тренировочный сбор. Дебютировал за сборную футболист 22 марта 2024 года в матче против сборной Греции.

## Семья
Старший брат Евгений Краснов также является профессиональным футболистом.

## Достижения
«Днепр-Могилёв»
- Победитель Второй лиги: 2020